# Xanthandrus flavomaculatus
Xanthandrus flavomaculatus är en tvåvingeart som beskrevs av Shannon 1927. Xanthandrus flavomaculatus ingår i släktet malblomflugor, och familjen blomflugor.
Artens utbredningsområde är Bolivia. Inga underarter finns listade i Catalogue of Life.